# 马塔德翁-德洛斯奥特罗斯
马塔德翁-德洛斯奥特罗斯（西班牙語：Matadeón de los Oteros）是西班牙卡斯蒂利亚-莱昂莱昂省的一个市镇。 总面积46平方公里，总人口290人（001年），人口密度6人/平方公里。